# Bertran Riquier
Bertran Riquier (fl. XV-XVI secolo) è stato un trovatore occitano e funzionario del comune di Nizza nel 1488.
Lo troviamo nelle vesti di relatore dell'arrivo e del ricevimento in questa città (il 30 ottobre dello stesso anno) di Carlo I, duca di Savoia.